# Grand Canyon

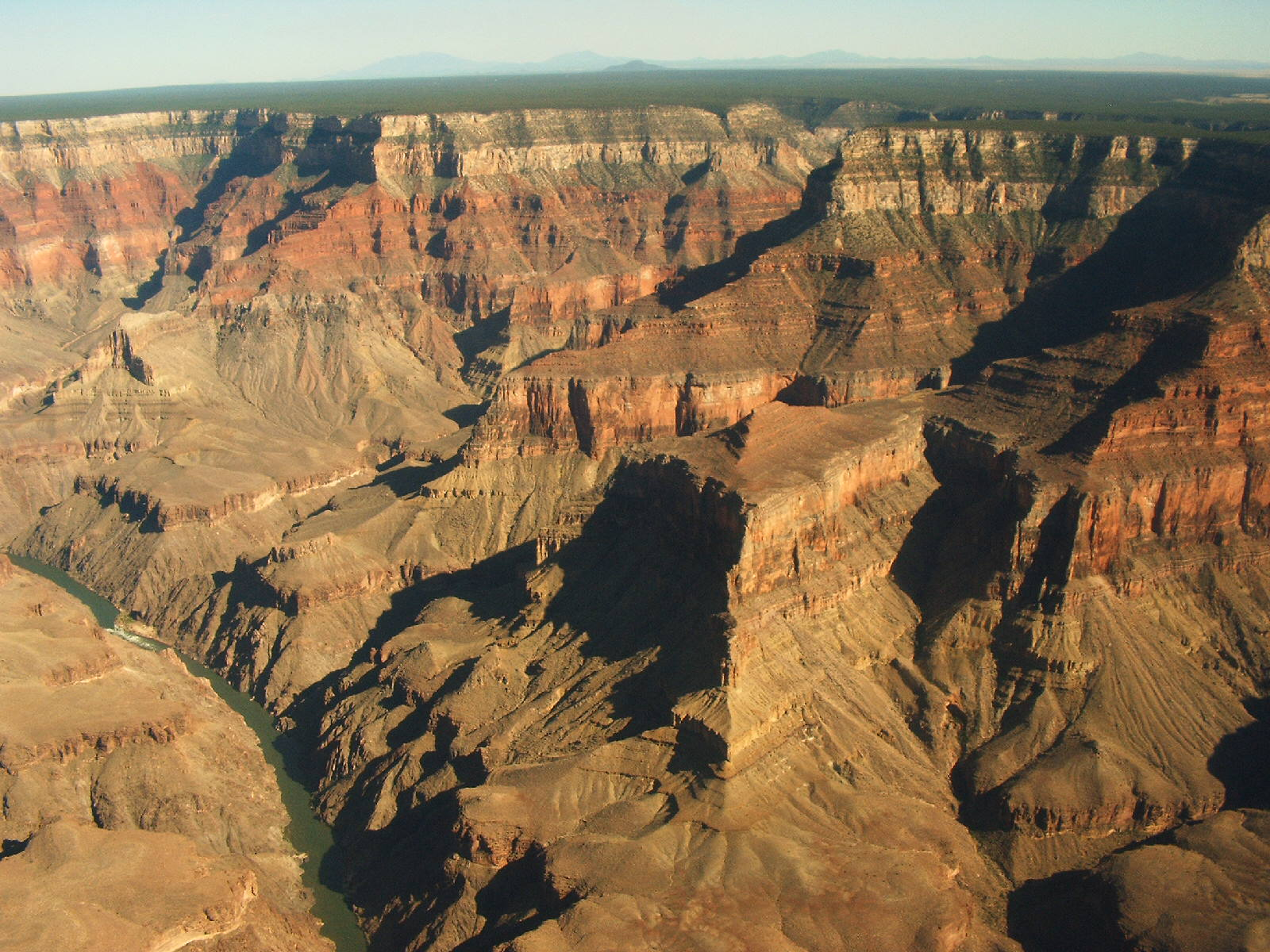
Grand Canyon látkép a Bright Angel ösvényről

A Grand Canyon ("Nagy szurdok") a Colorado folyó által kivájt sokszínű, meredek völgyszurdok az Egyesült Államok Arizona államában. A Grand Canyont a Colorado folyó valószínűleg 17 millió év alatt hozta létre, 446 km hosszú, szélessége 6,4 km-től 29 km-ig terjed, mélysége 1200 és 1800 méter közötti (legmélyebb pontja 1829 méter).
Nagy része a Grand Canyon Nemzeti Parkon belül fekszik, mely egyike az első nemzeti parkoknak az Amerikai Egyesült Államokban (Theodore Roosevelt elnök volt a kanyon megőrzésének fő támogatója).

## Földrajza
A Grand Canyon egy színes lépcsőzetes felépítésű szakadék Észak-Arizonában, a kanyon a világ hét természetes csodáinak egyike. A szakadékvölgy alján a Colorado folyó 1,7 milliárd éves kőzetbe vájta medrét. A felsőbb rétegeket mészkő, homokkő, pala és gránit alkotja, ez színes mintázatot ad a meredek oldalfalaknak. A sivatagos meleg és száraz környezet hatására a falak meredeksége megmaradt, és nem lankásodott el. Évente kb. 5 millió turistát vonz a vadregényes természeti ritkaság.

## Története
Ez a vidék 1893-ban erdőrezervátumként került védelem alá, méghozzá Benjamin Harrison elnök hathatós közreműködésével. 1908-ban Theodore Roosevelt alapította a Grand Canyon Nemzeti Emlékművet, és 1919-ben alakult meg maga a Nemzeti Park, amelynek területét 1975-ben kibővítették. A park déli része egész évben, az északi május közepe és október között látogatható. A meredek ösvényeken le is lehet jutni a folyóig, ahol nyáron akár 40 Celsius-fokig is emelkedhet a hőmérséklet. Kényelmes tempóban egy-egy napba is telik a le- és feljutás.
A kanyon egy része ma is a hualapai indiánok felügyelete alá tartozik, akik a meredek falakba vájt barlangokban laknak.
Az első európaiak, akik látták, a spanyol hódítók voltak 1540-ben. Az első expedíciót John Wesley Powel vezette 1893-ban, aki részletesen felderítette, és a Colorado vad zuhatagain le is hajózott. Úti beszámolója nyomán vált népszerű turistacélponttá a szurdok. Különösen kedvelik a vadevezősök, akik vadvízi túrákat szerveznek ide. 2007-ben különleges látványossággal bővült a park: a Skywalk (Égi séta) egy kilátó a folyó felett 1200 méter magasan, a peremtől húsz méterig nyúlik ki, alja és falai üvegből vannak.
Több nagyobb és mélyebb szurdok is van a Földön, de a legismertebb ma is a Grand Canyon. Peruban hasonló a Huascarán és a Colca, Kínában 2010-ben fedeztek fel egy még feltárásra váró hatalmas kanyont.[forrás?]